# Barcasági-medence
Koordináták: é. sz. 45° 39′, k. h. 25° 28′45.650000°N 25.466667°E

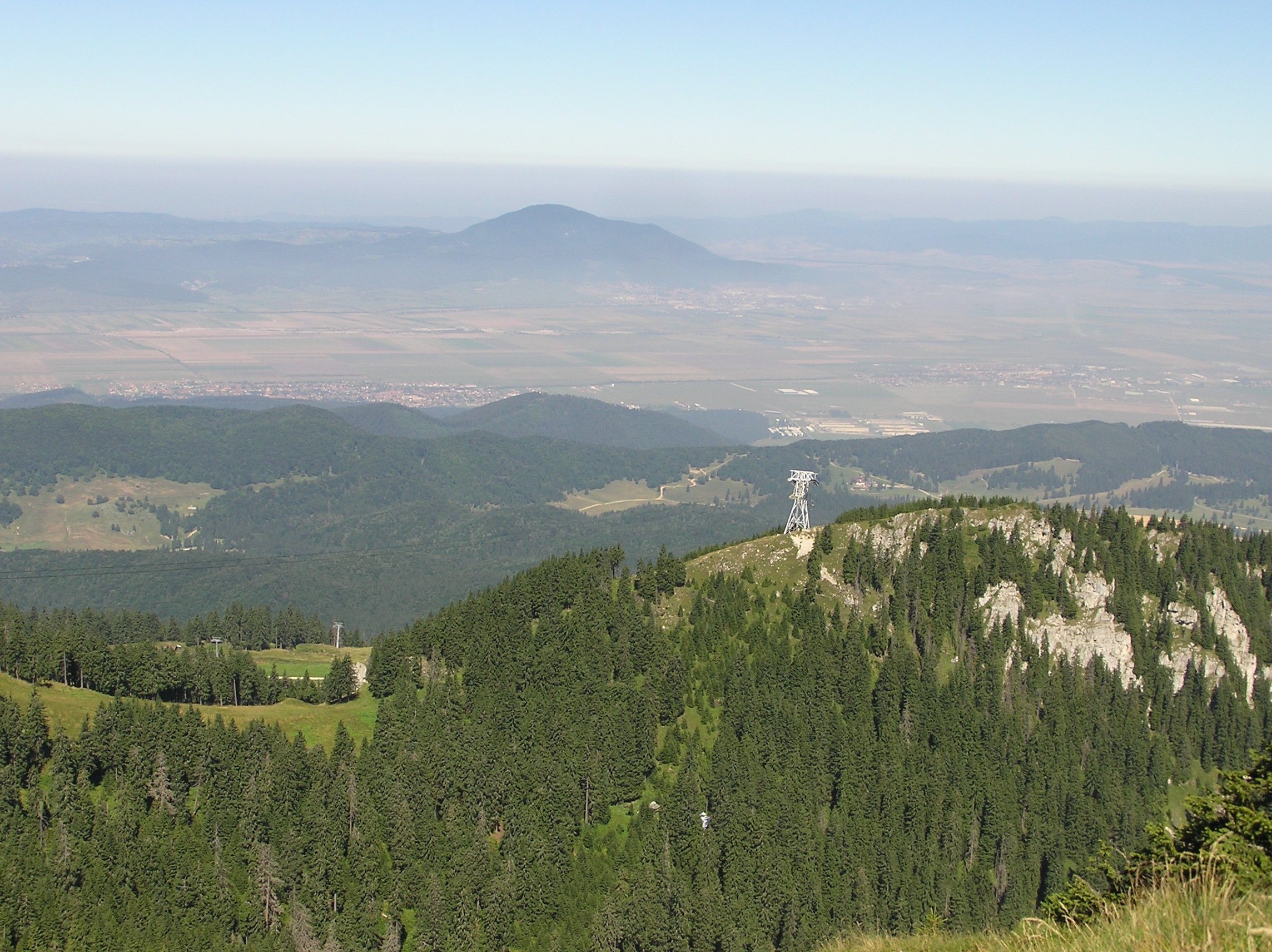
A Barcasági-medence a Keresztényhavas felől. Háttérben a Kotla (Nagy-Fekete-hegy) látható

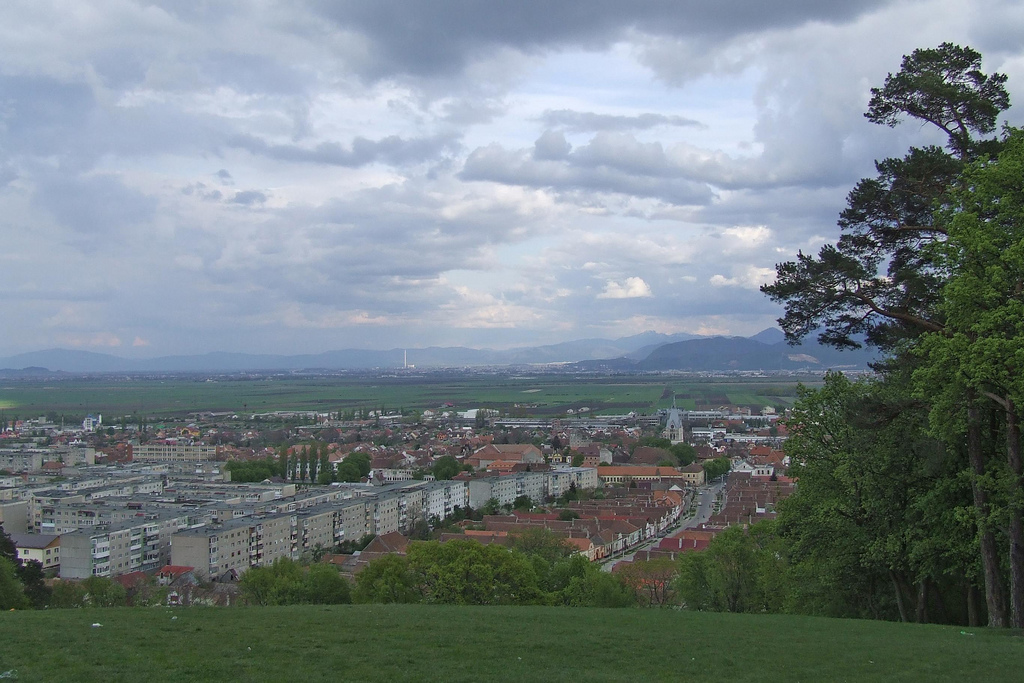
A Barcasági-medence a Kotla (Nagy-Fekete-hegy) felől. Az előtérben Feketehalom van.

A Barcasági-medence (románul Depresiunea Țara Bârsei) Erdély keleti szélén helyezkedik el, Brassó megyében. A Brassói-medence déli részét alkotja. Hagyományosan szász terület volt, mára azonban csak románok és magyarok lakják. Itt található Erdély második legnagyobb városa, Brassó.
A Barca folyik rajta keresztül.

## Települései
A települések neve északról délre:
Szászveresmart, Nyáraspatak, Hidvég, Barcaföldvár, Árapatak, Erősd, Botfalu, Barcaújfalu, Krizba, Szunyogszék, Höltövény, Feketehalom, Barcaszentpéter, Szászhermány, Prázsmár, Aldoboly, Illyefalva, Kökös, Uzon, Uzonfüzes, Kökösbácstelek, Bodola, Kerpenes, Pürkerec, Zajzon, Tatrang, Brassó, Vidombák, Keresztényfalva, Barcarozsnyó, Négyfalu, Zernest, Szászvolkány.